# Генаве
Генаве́, или Бенде́р-э-Ганаве́, или Бенде́р-э-Гонаве́, или Ганаве́, или Гонаве́, или Кенаре́ (перс. بندر گناوه‎) — портовый город на юге Ирана, в провинции Бушир. Административный центр шахрестана  Генаве. Третий по численности населения город провинции.

## География и климат
Город находится в северной части Бушира, на равнине Гермсир, на побережье Персидского залива. Абсолютная высота — 13 метров над уровнем моря.
Генаве расположен на расстоянии приблизительно 70 километров к северо-западу от Бушира, административного центра провинции и на расстоянии 675 километров к югу от Тегерана, столицы страны.
Климат в окрестностях города жаркий и влажный, среднегодовое количество осадков составляет — 150 мм.

## Население
На 2006 год население составляло 59 291 человека; в национальном составе преобладают луры, арабы и персы, в конфессиональном — мусульмане-шииты.
| 1986   | 1991   | 1996   | 2006   | 2011   |
| ------ | ------ | ------ | ------ | ------ |
| 41 883 | 48 604 | 50 252 | 59 291 | 63 109 |